# The Valleys
The Valleys è stato un programma televisivo britannico di genere reality show, ambientato a Cardiff (Galles) e trasmesso da MTV tra il 2012 e il 2014.

## Trama
La serie si concentrava su nove ragazzi (nella prima stagione; dieci nella seconda e otto nella terza) provenienti dalle valli gallesi che si trasferiscono nella capitale Cardiff per realizzare il sogno di lavorare nel mondo dello spettacolo e scappare dalla realtà rurale dei luoghi natali. Il tutto veniva accompagnato da divertimento e liaison amorose.

## Produzione
Il cast della prima stagione venne annunciato il 7 agosto 2012; originariamente i protagonisti erano: Carley Belmonte, Darren Chidgey, Jenna Jonathan, Lateysha Grace, Leeroy Reed, Nicole Morris, Liam Powell, Aron Williams e Natalee Harris.
La prima stagione nel paese d'origine fu trasmessa a partire dal 25 settembre 2012 mentre in Italia a partire dall'11 novembre 2013.
La seconda stagione fu annunciata il 21 marzo 2013 con i nominativi dei due nuovi protagonisti (i gemelli Anthony e Jason Suminski) e l'abbandono del kick-boxer Aron Williams. È andata in onda nel Regno Unito dal 30 aprile e in Italia a partire dal 23 dicembre.
Il 5 luglio dello stesso anno è stata annunciata la terza stagione con inizio trasmissione nel Regno Unito dal 25 febbraio 2014. I due boss, Jordan Reed e Anna "AK" Kelle (che si occupano di istruire i ragazzi alla professione aspirata) annunciarono chi sarebbe potuto tornare; furono scartati Nicole Morris e Liam Powell. Nuovo membro del cast sarà lo spogliarellista Jack Watkins. La terza stagione sarà ambientata in varie zone del Regno Unito e dell'Irlanda.
Il 27 gennaio fu annunciato che Jordan Reed ed AK ebbero dei ripensamenti su Nicole Morris decidendo quindi di farla tornare per la terza stagione. La terza stagione in Italia è iniziata il 21 aprile 2014.
A giugno 2014 MTV UK annunciò la chiusura del programma per concentrarsi sulla produzione di altri show.

## Cast
| Serie | Episodi | Nome             | Età (all'inizio della serie) | Provenienza   | Sogno                 |
| ----- | ------- | ---------------- | ---------------------------- | ------------- | --------------------- |
| 1-3   | 14      | Carley Belmonte  | 21                           | Caerphilly    | DJ e promoter         |
| 1-3   | 14      | Darren Chidgey   | 25                           | Bridgend      | Modello               |
| 1-3   | 14      | Jenna Jonathan   | 21                           | Tonyrefail    | Modella               |
| 1-3   | 14      | Lateysha Grace   | 19                           | Port Talbot   | Modella e cantante    |
| 1-3   | 12      | Natalee Harris   | 23                           | Pontypool     | Modella               |
| 1-3   | 14      | Nicole Morris    | 19                           | Swansea       | Consulente d'immagine |
| 1-2   | 11      | Leeroy Reed      | 21                           | Bridgend      | Rapper                |
| 1-2   | 14      | Liam Powell      | 25                           | Ystrad Mynach | DJ e modello          |
| 2-3   | 8       | Anthony Suminski | 22                           | Pontypridd    | Modello               |
| 2-3   | 8       | Jason Suminski   | 22                           | Pontypridd    | Modello               |
| 1     | 6       | Aron Williams    | 19                           | Tredegar      | Kickboxer             |
| 3     | 8       | Jack Watkins     | 24                           | Cwmbran       | Spogliarellista       |

## Durata del cast
| Cast     | Cast    | Cast    | Cast    | Cast    | Cast    | Cast    | Cast    | Cast    | Cast    | Cast    | Cast    | Cast    | Cast    | Cast    | Cast    | Cast    | Cast    | Cast    | Cast    | Cast    | Cast    | Cast    | Cast | Cast | Cast | Cast | Cast | Cast | Cast | Cast | Cast | Cast | Cast |
| Cast     | Serie 1 | Serie 1 | Serie 1 | Serie 1 | Serie 1 | Serie 1 | Serie 2 | Serie 2 | Serie 2 | Serie 2 | Serie 2 | Serie 2 | Serie 2 | Serie 2 | Serie 3 | Serie 3 | Serie 3 | Serie 3 | Serie 3 | Serie 3 | Serie 3 | Serie 3 |      |      |      |      |      |      |      |      |      |      |      |
| Cast     | 1       | 2       | 3       | 4       | 5       | 6       | 1       | 2       | 3       | 4       | 5       | 6       | 7       | 8       | 1       | 2       | 3       | 4       | 5       | 6       | 7       | 8       |      |      |      |      |      |      |      |      |      |      |      |
| Carley   |         |         |         |         |         |         |         |         |         |         |         |         |         |         |         |         |         |         |         |         |         |         |      |      |      |      |      |      |      |      |      |      |      |
| Chidgey  |         |         |         |         |         |         |         |         |         |         |         |         |         |         |         |         |         |         |         |         |         |         |      |      |      |      |      |      |      |      |      |      |      |
| Jenna    |         |         |         |         |         |         |         |         |         |         |         |         |         |         |         |         |         |         |         |         |         |         |      |      |      |      |      |      |      |      |      |      |      |
| Lateysha |         |         |         |         |         |         |         |         |         |         |         |         |         |         |         |         |         |         |         |         |         |         |      |      |      |      |      |      |      |      |      |      |      |
| Nicole   |         |         |         |         |         |         |         |         |         |         |         |         |         |         |         |         |         |         |         |         |         |         |      |      |      |      |      |      |      |      |      |      |      |
| Natalee  |         |         |         |         |         |         |         |         |         |         |         |         |         |         |         |         |         |         |         |         |         |         |      |      |      |      |      |      |      |      |      |      |      |
| Jason    |         |         |         |         |         |         |         |         |         |         |         |         |         |         |         |         |         |         |         |         |         |         |      |      |      |      |      |      |      |      |      |      |      |
| Jack     |         |         |         |         |         |         |         |         |         |         |         |         |         |         |         |         |         |         |         |         |         |         |      |      |      |      |      |      |      |      |      |      |      |
| Cast     | Serie 1 | Serie 1 | Serie 1 | Serie 1 | Serie 1 | Serie 1 | Serie 2 | Serie 2 | Serie 2 | Serie 2 | Serie 2 | Serie 2 | Serie 2 | Serie 2 | Serie 3 | Serie 3 | Serie 3 | Serie 3 | Serie 3 | Serie 3 | Serie 3 | Serie 3 |      |      |      |      |      |      |      |      |      |      |      |
| Cast     | 1       | 2       | 3       | 4       | 5       | 6       | 1       | 2       | 3       | 4       | 5       | 6       | 7       | 8       | 1       | 2       | 3       | 4       | 5       | 6       | 7       | 8       |      |      |      |      |      |      |      |      |      |      |      |
| Liam     |         |         |         |         |         |         |         |         |         |         |         |         |         |         |         |         |         |         |         |         |         |         |      |      |      |      |      |      |      |      |      |      |      |
| Leeroy   |         |         |         |         |         |         |         |         |         |         |         |         |         |         |         |         |         |         |         |         |         |         |      |      |      |      |      |      |      |      |      |      |      |
| Aron     |         |         |         |         |         |         |         |         |         |         |         |         |         |         |         |         |         |         |         |         |         |         |      |      |      |      |      |      |      |      |      |      |      |
| Anthony  |         |         |         |         |         |         |         |         |         |         |         |         |         |         |         |         |         |         |         |         |         |         |      |      |      |      |      |      |      |      |      |      |      |
| -------- | ------- | ------- | ------- | ------- | ------- | ------- | ------- | ------- | ------- | ------- | ------- | ------- | ------- | ------- | ------- | ------- | ------- | ------- | ------- | ------- | ------- | ------- | ---- | ---- | ---- | ---- | ---- | ---- | ---- | ---- | ---- | ---- | ---- |

### Legenda
= Membro del cast figura in questo episodio

      = Membro del cast entra nella casa

      = Membro del cast lascia la casa

      = Membro del cast è rimosso dalla casa

      = Membro del cast ritorna nella casa

      = Membro del cast figura in questo episodio, ma è fuori dalla casa

      = Membro del cast non figura in questo episodio

      = Membro del cast lascia la serie

      = Membro del cast ritorna nella serie

      = Membro del cast figura nell'episodio nonostante non sia parte del cast ufficiale